# 约塔·彼得松
约塔·彼得松（瑞典語：Göta Pettersson，1926年12月18日—1993年10月9日），瑞典女子体操运动员。她曾代表瑞典参加1948年和1952年夏季奥林匹克运动会体操比赛，其中在1952年奥运会获得一枚金牌。